# Ecce Homo (navolger van Jheronimus Bosch)
Ecce Homo is een schilderij van een navolger van de Zuid-Nederlandse schilder Jheronimus Bosch in het Philadelphia Museum of Art in Philadelphia.

## Voorstelling
Het stelt het moment voor waarop Christus door Pontius Pilatus aan het Joodse volk wordt getoond (zie Ecce Homo). De serene Christusfiguur steekt scherp af tegen de hysterische, bijna onmenselijke, mensenmenigte. Hij staat op een onregelmatig gevormd bordes. Links discussiëren diegenen die Christus hebben aangeklaagd. Daartussen bevindt zich een beul met doorntakken die Christus toeschreeuwt. Doordat de figuren op de voor- en achtergrond boven elkaar geplaatst zijn maakt het werk een zeer vlakke, haast naïeve indruk. De egale, goudkleurige achtergrond versterkt dit.

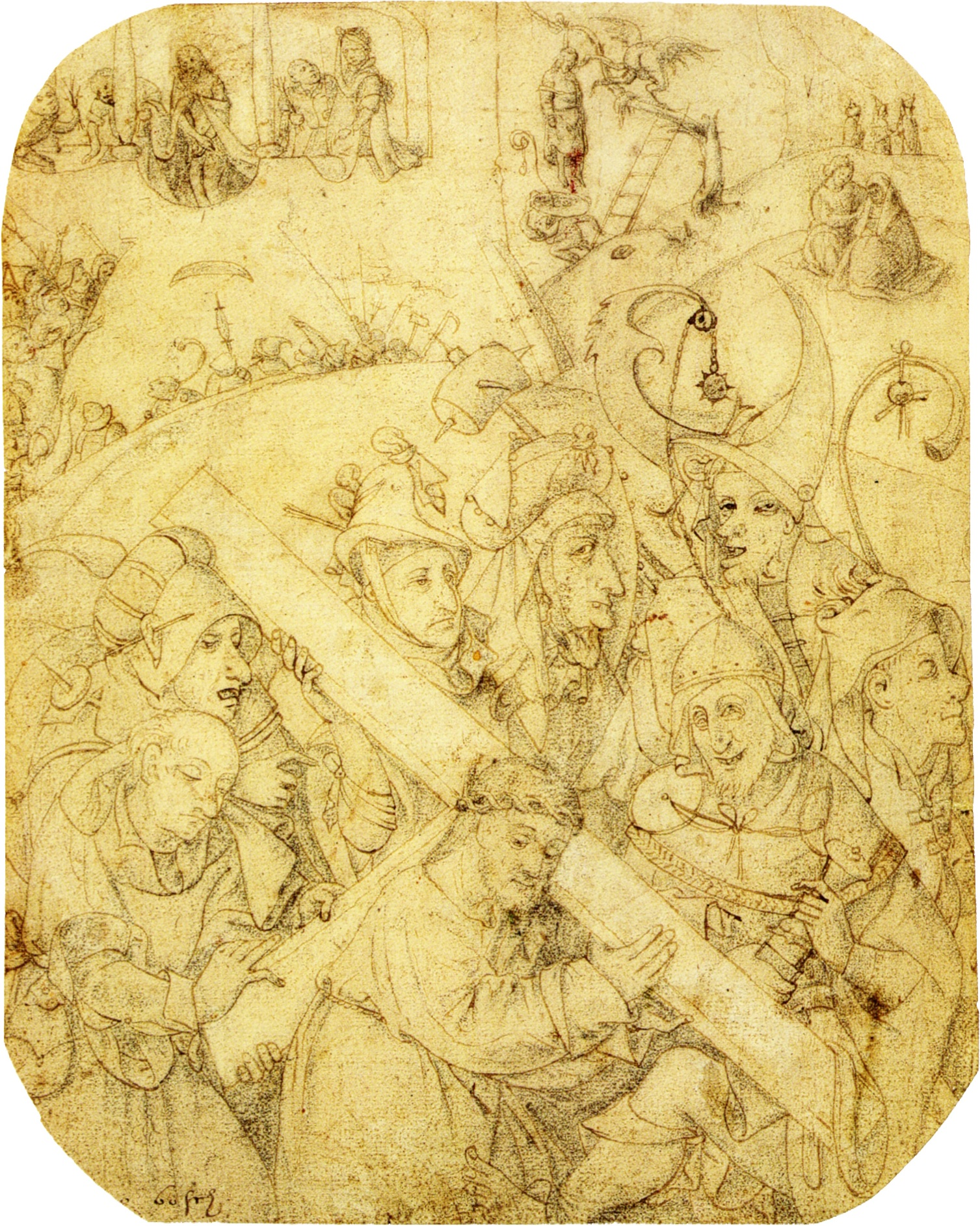
Navolger van Jheronimus Bosch. Kruisdraging met op de achtergrond Ecce Homo. 16e eeuw. Sacramento (Californië), Crocker Art Museum.

Bosch-auteur Charles de Tolnay wijst erop dat het schilderij aan de onderkant is ingekort. Ook vermeld hij een tekening in de stijl van Bosch met linksboven een herhaling van het Ecce Homo in Philadelphia. Uit deze twee gegevens leidt hij af dat het schilderij een fragment van een groter geheel moet zijn geweest. Volgens Ludwig von Baldass, echter, is de tekening van de hand van een niet zo bekwame navolger, en is deze mogelijk samengesteld uit verschillende werken van Bosch.

## Datering en toeschrijving
De voorstelling is stilistisch gezien nauw aan Jheronimus Bosch verwant. Het komt overeen met Bosch’ Frankfurter Ecce Homo, in die zin dat ook daar Jezus verstild is afgebeeld tegenover een bloeddorstige menigte. De Duitse kunsthistoricus Max Friedländer schrijft het aan Bosch toe en merkt op dat hij een dergelijk gestapeld compositieschema ook toepaste in de Kruisdraging in Wenen. Dendrochronologisch onderzoek heeft echter aangetoond dat het werk op zijn vroegst omstreeks 1563 ontstaan kan zijn. Het Philadelphia Museum of Art plaatst het werk in de 16e eeuw. Men houdt er rekening mee dat het een kopie naar een ouder werk van Bosch is of door een navolger van Bosch geschilderd is. Bij gebrek aan een origineel is dit echter moeilijk te bewijzen.

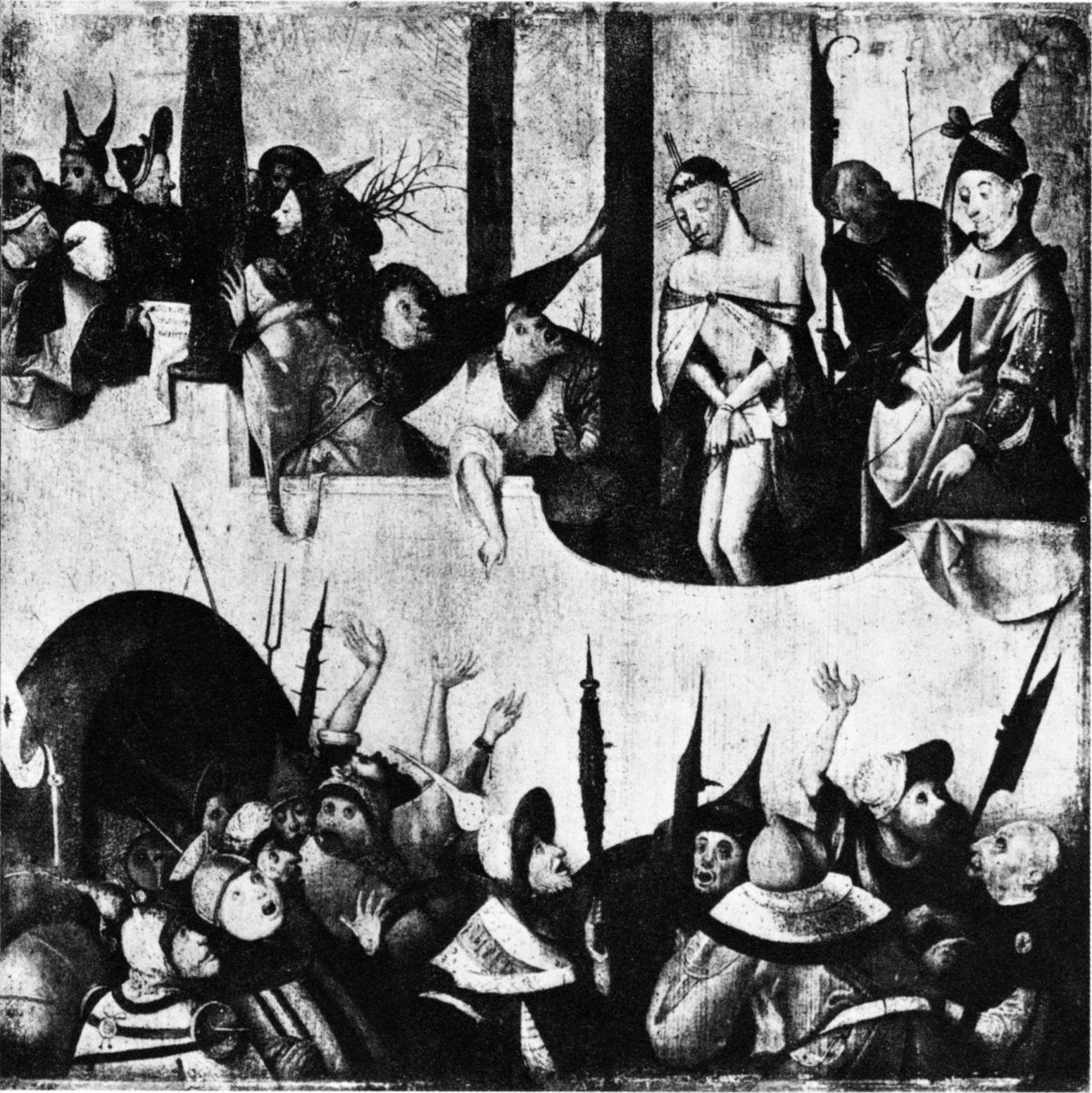
Ecce Homo, vóór de restauratie

## Restauratie
Het schilderij is kort voor de tentoonstelling The Worcester-Philadelphia exhibition of Flemish Painting, die voorjaar 1939 plaatsvond in het Worcester Art Museum, gerestaureerd (zie Tentoonstellingen). Daarbij is de verticale naad in het midden bijgewerkt en is een later aangebrachte derde zuil verwijderd.

## Herkomst
Tot 1910 bevond het zich in de verzameling van Thomas Stainton in Londen. Op 1 juli 1910 werd het bij Forster in Londen, als een 'vroeg-Duits' schilderij, voor 650 guineas geveild aan kunsthandel W.B. Paterson eveneens in Londen. In Augustus 1910 werd het op advies van Roger Fry aangekocht door de Amerikaanse kunstverzamelaar John G. Johnsen. Toen Johnson in april 1917 overleed liet hij zijn hele kunstverzameling na aan de stad Philadelphia. Sinds 1931 bevindt het zich in het Philadelphia Museum of Art aldaar.

## Tentoonstellingen
Het Ecce Homo maakte deel uit van de volgende tentoonstelling:
- The Worcester-Philadelphia exhibition of Flemish Painting, Worcester Art Museum, Worcester (Massachusetts), 23 februari-12 maart 1939, cat.nr. 41, p. 34 (als Jheronimus Bosch).
- Jheronimus Bosch, Noordbrabants Museum, 's-Hertogenbosch, 17 september-15 november 1967, cat.nr. 25, p. 109 (als Jheronimus Bosch).

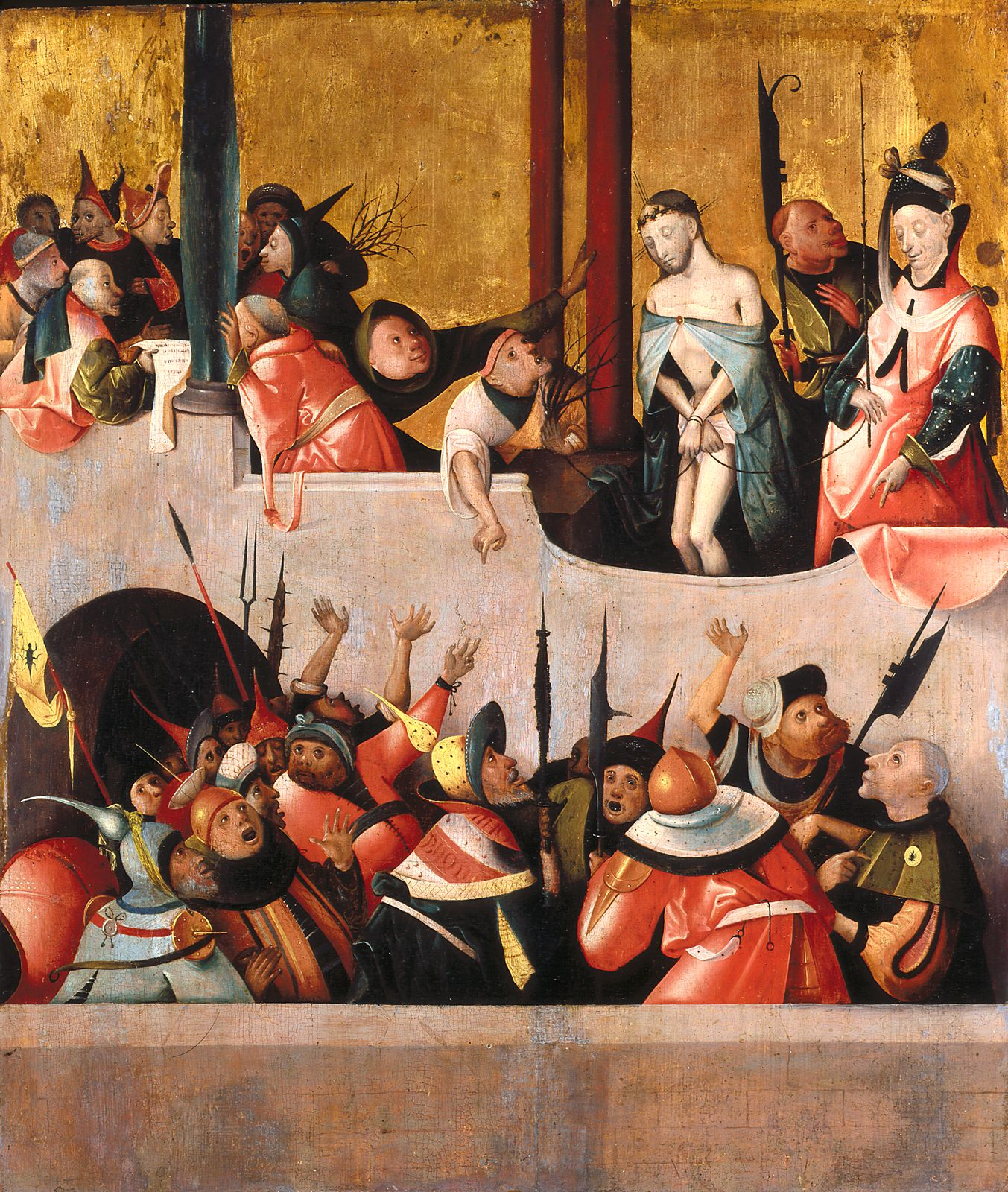
Indianapolis Ecce Homo.

## Kopie
In het Indianapolis Museum of Art in Indianapolis bevindt zich een vrijwel identieke versie van het Philadelphia Ecce Homo, dat door het museum omstreeks 1510 gedateerd wordt. Deze versie werd in juni 1939 voor het eerst door Friedländer gesignaleerd bij kunsthandel C. Marshall Spink in Londen. Vervolgens kwam het in de Verenigde Staten terecht, waar het door Bosch-kenner Charles de Tolnay onderzocht werd. ‘Toen ik het origineel van de Indianapolis-versie in 1940 zag’, schreef hij, ‘achtte ik het mogelijk dat ook deze door Bosch zelf was uitgevoerd, maar thans ben ik geneigd aan te nemen dat het een uitstekende atelier-kopie is’. Men gaat er tegenwoordig echter van uit dat de Indianapolis-versie net als die in Philadelphia door een navolger van Bosch geschilderd is.